# Macropsis nigraflavida
Macropsis nigraflavida är en insektsart som beskrevs av Evans 1955. Macropsis nigraflavida ingår i släktet Macropsis och familjen dvärgstritar. Inga underarter finns listade i Catalogue of Life.